# XB-55 (航空機)
XB-55（Boeing XB-55）とは、かつてボーイング社が開発していた、戦略爆撃機であるB-47の派生モデルである。
主な変更点は、B-47のエンジンをGE J-35ターボジェットエンジン6基からアリソンT40ターボプロップエンジン4基に変更するというものである。
この計画は初期のターボジェットエンジンの燃焼効率が悪く、また推力も弱かったことへの対策として、低燃費大出力のターボプロップエンジンに交換することで航続力の延長を図るべく立案され、実際にXB-47DのエンジンをライトYT49に換装した機体を飛行させることに成功した。
もっとも、エンジンの本命であるアリソンT40は小出力のアリソンT38を2基ギアボックスで並列につなぎ、2重反転プロペラを駆動することで大出力を得ようという、第二次世界大戦中のハインケルHe177に採用されたDB606と同様の双子式エンジンであり、過去に計画あるいは製造されたこの種のエンジンの多くと同様に、複雑なギアボックス部の機械的な信頼性が不足し、また異常振動などの問題も抱えていた。事実、XB-55と同時期にこのエンジンを搭載する前提で開発が進められていたノースアメリカンA2J艦上攻撃機やダグラス・エアクラフトA2D攻撃機はT40のトラブルが原因で事故や故障が頻発、これらが解決しなかったことからいずれも計画放棄に至っている。
さらに、XB-55の場合はこのT40を搭載した状態でも最高速度が500mph（およそ800Km/h）と予測され、順調に開発が進んでいたXB-47よりも性能が劣ることが明らかとなった。このため開発を継続する価値がないと判断され、1949年1月にXB-55計画は中止された。
ただし、B-47に続く戦略爆撃機としてボーイングで開発中であったXB-52でも、ターボプロップエンジン搭載型が検討されていたため、大出力ターボプロップエンジンの空力特性に関する一部の研究はその後も継続されている。